# Gabriele Piazzoni
Gabriele Piazzoni (Crema, 14 marzo 1984) è un attivista italiano per i diritti LGBT, segretario generale di Arcigay dal 2015.

## Biografia
Presidente di Arcigay Cremona dal 2009 al 2015, è stato eletto segretario di Arcigay per la prima volta nel 2015, venendo poi riconfermato nel 2018 e nuovamente
nel 2022.
Nel 2023 si è unito civilmente con il suo compagno.